# Operation Power Pack
Operation Power Pack war eine multinationale, von den Vereinigten Staaten geführte und vom 28. April 1965 bis zum 21. September 1966 andauernde militärische Intervention in der Dominikanischen Republik.

## Hintergrund
Nach der langjährigen Diktatur von Rafael Leónidas Trujillo Molina wurde im Dezember 1962 Juan Bosch als Präsident der Dominikanischen Republik gewählt. Bosch war Kandidat und 1939 Gründer der Partido Revolucionario Dominicano (PRD), einer Oppositionspartei zur Diktatur von Trujillo. Er trat sein Präsidentenamt im Februar 1963 an. Zu seinem Regierungsprogramm gehörten eine verteilende Landreform und die Verstaatlichung einiger ausländischer Investitionen, worauf die Investoren mit einem Militärputsch von General Elías Wessin y Wessin reagierten. Bosch ging ins Exil nach Puerto Rico zu Verwandten seiner Mutter.
Wessin war Befehlshaber des Centro de Entrenamiento de las Fuerzas Armadas (CEFA) von etwa 2.000 trainierten Infanteristen, welche auf der San Isidro Air Base stationiert waren. Die Truppe war mit Panzern, rückstoßfreien Geschützen und einem Schlachtflugzeug ausgerüstet.
Eine selbständige Armee, welche ursprünglich für Ramfis Trujillo, dem Sohn von Rafael Leónidas Trujillo Molina, zum Schutz des Diktators aufgestellt wurde, um über die anderen Truppengattungen zu wachen.
Am 26. September 1963 wurde die Staatsführung an ein ziviles Triumvirat aus Emilio de los Santos, Manuel Enrique Tavares Espaillat und Ramón Tapia Espinal übergeben. Dieses erklärte die Verfassung von 1963 für nicht existent. Gegen diese Usurpation wehrte sich die Bevölkerung mit Streiks. Die Anhänger der Verfassung von 1963 bezeichneten sich als Constitutionalistas.
Die aktivsten Parteien bei diesen Aktionen waren die Partido Revolucionario Dominicano und Partido Reformista Social Cristiano. Vertreter der beiden Parteien einigten sich bei Juan Bosch in der Universität von Puerto Rico. Ein Gegenputsch wurde für den 26. April 1965 vereinbart.

## Samstag, 24. April 1965
Am Morgen des 24. Aprils 1965 erhielt der Chef des Generalstabes General Marcos Rivera Cuesta die Anweisung, eine Gruppe von Offizieren zu verhaften. In der Kaserne Campamento 16 de agosto wurden die Offiziere Hernando Ramírez und Álvarez Holguín, der Major Juan Lora sowie der Teniente Noboa Garner verhaftet und in den Generalstab gebracht. Der Capitán Mario Peña Taveras begab sich zum Büro von General Rivera Cuesta, ließ ihn festnehmen, übernahm die Leitung der Kasernen Campaniento 16 de Agosto und Campaniento 27 de Febrero und ließ seine verhafteten Kameraden frei.
Um 13:30 besetzten Constitutionalistas einen privaten Radiosender, erklärten, dass sie den Chef des Generalstabes gefangen genommen hätten, und riefen die Bevölkerung auf, Donald Reid Cabral zu stürzen.
Dr. José Francisco Peña Gómez rief im Rundfunk das Volk dazu auf, die Waffen gegen das Triumvirat zu erheben und die Regierung an Juan Bosch zu geben. In derselben Nacht rief Donald Reid Cabral über den Rundfunk die Aufständischen dazu auf, die Waffen niederzulegen.

## Sonntag, 25. April 1965
In den ersten Morgenstunden kamen constitutionalistische Militärs nach Santo Domingo und zwangen Reid Cabral zum Rücktritt.
Die Bevölkerung besetzte den Regierungssitz, den Palacio Nacional, um den Gegenputsch zu unterstützen.
Im Palacio Nacional bildete sich das Comando Militar Revolucionario aus den Obersten Vinicio A. Fernández Pérez, Giovanni Gutiérrez Ramírez, Francisco Alberto Caamaño Deñó sowie Eladio Ramirez Sánchez und übernahm die Macht um 10:30 Uhr.
Am Abend übergaben sie die Präsidentschaft an José Rafael Molina Ureña.
In San Juan erklärte Bosch, er käme nach Santo Domingo, sobald ihm die Luftwaffe ein Flugzeug senden würde.
Das Kommando des Luftwaffenstützpunktes San Isidro aus den Generälen Wessin y Wessin und Imbert Barrera opponierte gegen die Rückkehr von Juan Bosch und die Verfassung von 1963.
In San Isidro starteten statt der Douglas DC-3 nach San Juan North American P-51 sowie De Havilland D.H.100 und griffen den Palacio Nacional und die Puente Duarte, an.

## Montag, 26. April 1965
Das Bombardement des Palacio Nacional und anderer Stadtviertel in Santo Domingo wurde am Vormittag fortgesetzt.
Auf dem Stützpunkt San Isidro 40 Kilometer nordwestlich vor Santo Dominigo bereitete General Elías Wessin y Wessin die Besetzung von Santo Dominigo vor.

## Dienstag, 27. April 1965
Die Kriegsmarine nahm mit dem Beschuss von Santo Domingo auf Seiten von Wessin Stellung. Von den Schiffen wurde der Palacio Nacional beschossen, in welchem sich Rafael Molina Ureña befand.
Die Bevölkerung versuchte, mit Spiegeln die Piloten zu blenden.
José Rafael Molina Ureña, Mitglieder seiner Regierung wie die Obersten Vinicio Fernández Pérez, Giovanni Gutiérrez, Rafael Fernandez Dominguez und weitere Mitglieder der Partido Revolucionario Dominicano, begaben sich in die US-Botschaft zu Botschafter William Tapley Bennett Jr. und baten ihn um Mediation. Dieser telefonierte mit Caamaño und erklärt ihm, dass nur noch er zu dem Treffen fehlen würde.
Caamaño antwortet, Bennett solle Wessin sagen, er solle das Bombardement einstellen, worauf der Botschafter erwiderte, nun sei nicht die Zeit zu verhandeln, sondern sofort zu kapitulieren. Rafael Molina Ureña trat zurück und suchte in der Botschaft von Kolumbien Asyl; ihm folgten weitere Constiutionalistas. Als die Regierung der Constitucionalistas die US-Botschaft verließen, kam Francisco Alberto Caamaño Deño und erklärte, „erlauben sie mir ihnen mitzuteilen, dass wir weiter kämpfen werden, komme, was kommen wolle“.
Nachdem er die Botschaft verlassen hatte, wandte sich Caamaño mit weiteren Mitarbeitern zur Brücke Puente Duarte über den Río Ozama, auf welcher die Truppen von Wessin ins Stadtzentrum vorzudringen versuchten.
Den Constitucionalistas gelang es, mit Barrikaden und Molotowcocktails die Puente Duarte zu blockieren.
Als Juan Bosch in Puerto Rico erfuhr, dass ihn die US-Behörden weder ausreisen ließen noch die Constitutionalistas über ein Flugzeug verfügten, welches ihn hätte holen können, ernannte er Oberst Caamaño zu seinem Vertreter. Das Parlament traf sich zu einer Notsitzung und ernannte Caamaño zum Präsidenten der Dominikanischen Republik. Juan Bosch verfasste Artikel für die Chicago Daily News.

## Mittwoch, 28. April 1965
Auf dem Stützpunkt San Isidro wurde auf Weisung der US-Botschaft eine Militärjunta unter Leitung von Oberst Pedro Bartolomé Benoit gebildet.
In den frühen Morgenstunden starteten die Constitutionalistas unter dem Kommando von Oberst Lora Fernández einen Angriff auf die Festung Ozama, den Sitz der Cascos Blancos, der Militärpolizei.
Am Morgen erklärte US-Präsident Lyndon B. Johnson, die Vereinigten Staaten würden eine kleine Truppe zum Schutz der Einfriedung der US-Botschaft und der US-amerikanischen Bürger entsenden.
Teile der 2. US-Marineinfanteriedivision landeten und wurden später durch Teile der 82. US-Luftlandedivision ergänzt. Unterdessen blockierten 41 Schiffe der VII. Flotte der US Navy Santo Domingo und beschossen es.
Die 400 USMC unter dem Kommando von Bruce Palmer, Jr. begannen die Evakuierung von Ausländern aus Santo Domingo.
Mit der Blockade der Puente Duarte kontrollierten die Constituionalistas das Stadtgebiet von Santo Domingo.
Am Abend des 28. Aprils 1965 sandte US-Botschafter William Tapley Bennett Jr. ein Fernschreiben, die Generäle von San Isidor seien zurückgedrängt worden, einige würden heulen und hysterisch einen Rückzug fordern. Der US-Botschafter fügte hinzu, dass Anhänger von Fidel Castro sich siegreich erhoben hätten. Durch diese Einschätzung positionierte sich die Regierung Johnson gegen die Constititionalistas. Es wurde eine Kampagne zu ihrer Diskreditierung entwickelt, welche mit antikommunistischen Reflexen arbeitete, die Kubakrise war noch präsent und der Vietnamkonflikt war seit 5. August 1964 ein vom Kongress abgesegneter Krieg.

## Donnerstag, 29. April 1965
Die Constitucionalistas stürmen die Festung Ozama und verteilen das Waffenlager an die Bevölkerung.
Lyndon B. Johnson erklärte, die USA könnten es nicht erlauben, dass sich eine weitere kommunistische Regierung in der Westlichen Hemisphäre etabliere. Die Abteilung Westliche Hemisphäre wurde im Außenministerium der Vereinigten Staaten vom Assistant Secretary of State for Western Hemisphere Affairs, Thomas C. Mann aus Texas, geleitet.

## Freitag, 30. April 1965
Nach Santo Dominigo kam John Bartlow Martin, der Sondergesandte von Johnson.
Unter seiner Aufsicht löste sich die Junta von Benoit auf und es wurde die Gobierno de Reconstrucción Nacional unter der Präsidentschaft von Antonio Imbert Barrera gebildet.

## "Interamerikanische Friedenstruppe"

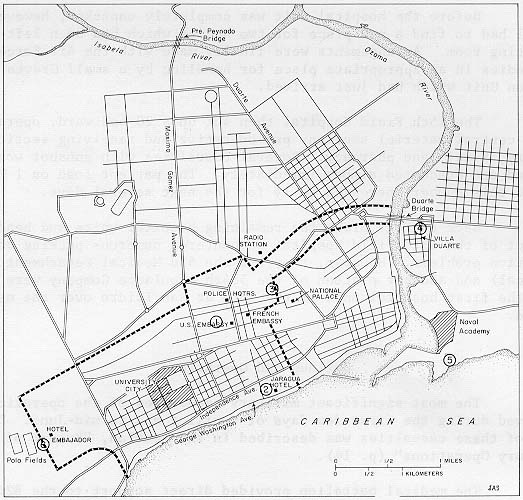
Hauptquartier der Streitkräfte der Vereinigten Staaten und der Interamerikanischen Friedenstruppe und Verteilung von Sanitätseinrichtungen während der Besetzung von Santo Domingo:
1) Hauptquartier, Streitkräfte der Vereinigten Staaten
2) Hauptquartier, Interamerikanische Friedenstruppe
3) Kompanie D, 307. Medizinisches Bataillon im Colegio Maria Auxiliadora
4) Kompanie C, Verbandplatz
5) 15. Feldlazarett
6) Kompanie C bei Camp Randall

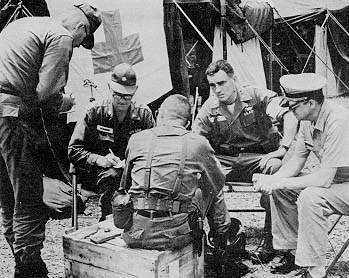
Offiziere des Gesundheitswesens von der Armee der Vereinigten Staaten zu Beginn in Santo Domingo. Mai 1965

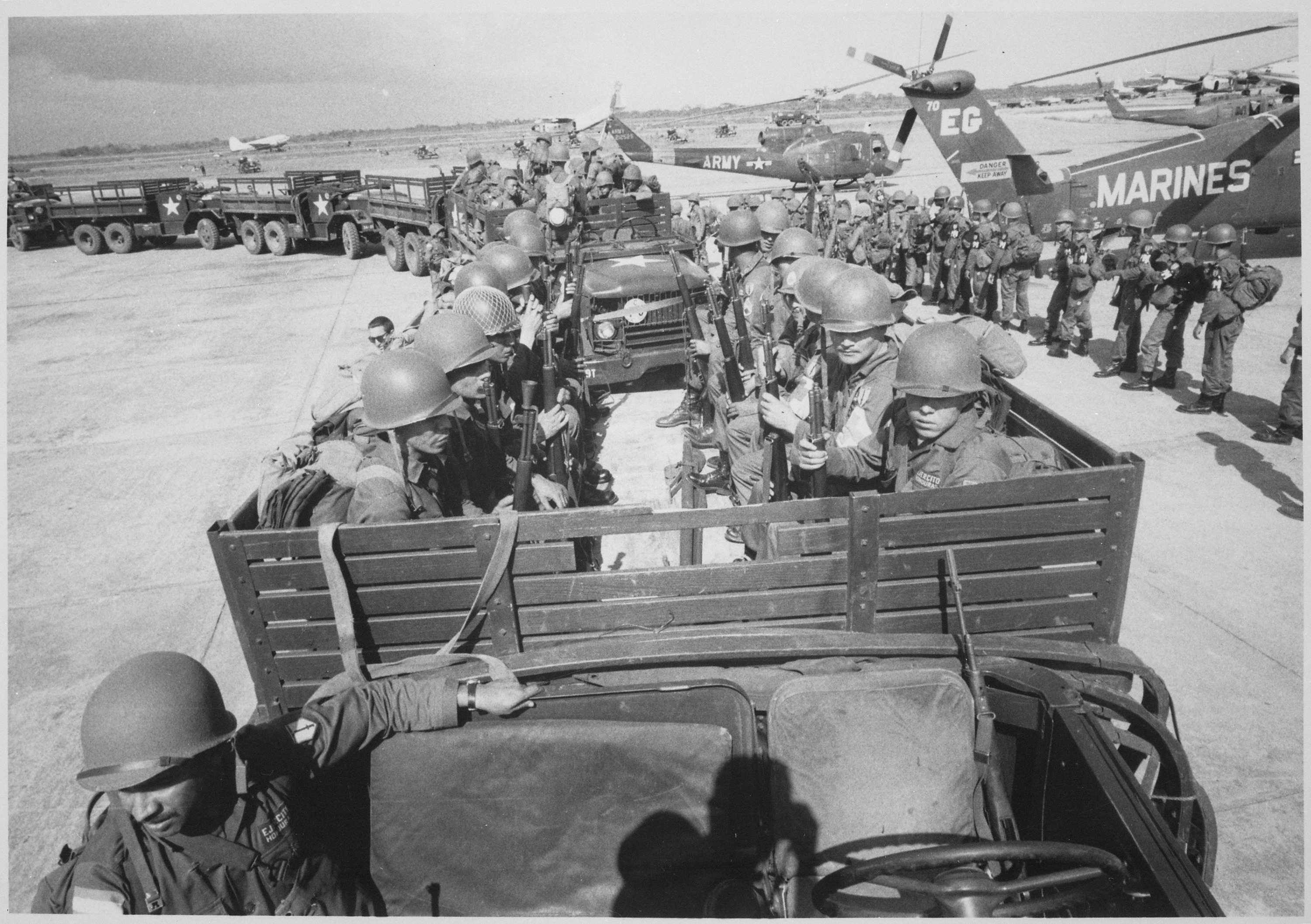
Honduranische Soldaten, erste Truppen der Interamerikanischen Friedenstruppe kommen zur Friedenssicherung

Am 6. Mai 1965 stimmte die Organisation Amerikanischer Staaten mit 14 zu fünf Stimmen bei einer Enthaltung der Entsendung einer "Interamerikanische Friedenstruppe" in die Dominikanische Republik zu.
Francisco Alberto Caamaño klagte vor den Vereinten Regierungen auf das Selbstbestimmungsrecht der Völker.
Vor dem UN-Sicherheitsrat bezeichnete der Delegierte der Sowjet-Union, Nikolai Fedorenkoder das Vorhaben als „verbrecherische Aggression“, Frankreichs UN-Botschafter Roger Seydoux sprach von einer „echten bewaffneten Intervention“.
Wie im Fall von Operation PBSUCCESS bestritt der US-UN-Delegierte Adlai Ewing Stevenson die Zuständigkeit und verwies auf die einschlägigen Abkommen der Organisation Amerikanischer Staaten.
Die US-Truppen sicherten ab dem 14. Mai 1965 einen Safety Corridor, welcher den Stützpunkt San Isidro Air Base über die Puente Duarte mit der US-Botschaft im Zentrum von Santo Domingo verband.
So schlossen sie in der Rolle einer formal neutralen Macht das Herrschaftsgebiet der Constitutionalistas ein, stützten die ihnen hörigen Generäle und konnten kontrollieren, wann Juan Bosch zurückkehrte.
Die "Friedenstruppe" richtete in der Innenstadt eine 35 Quadratkilometer große Sperrzone für das von Ausländern und Diplomaten bewohnte Viertel. Etwa 2.700 US-Amerikaner und etwa 1.400 andere Ausländer wurden evakuiert. Kontrollpunkte mit Straßensperren wurden eingerichtet. Die "Friedenstruppe" umfasste 42.420 Mann. Anfang Juni 1965 übernahm der brasilianische Marechal Hugo Panasco Alvim, (* 1901) das Kommando über die 23.000 Mann starke OAS "Friedenstruppe". U.S. Lieut. General Bruce Palmer wurde sein Stellvertreter. Humberto Castelo Branco hatte 1.130 Soldaten aus Brasilien entsandt, Oswaldo López Arellano entsandte 250 Soldaten aus Honduras unter dem Kommando von Policarpio Juan Paz García, Alfredo Stroessner entsandte 184 Soldaten aus Paraguay, René Schick Gutiérrez entsandte 160 Guardia Nacional de Nicaragua, Francisco José Orlich Bolmarcich entsandte 21 Polizisten aus Costa Rica und Julio Adalberto Rivera Carballo entsandte drei Mitglieder seines Generalstabes.

## Konfliktkommunikation
Dem 160-köpfigen Pressekorps gab die US-Botschaft ab 5. Mai 1965 eine Liste mit 58 Namen, wobei es sich um Kommunisten in den Reihen der Constitutionalistas handeln sollte.
Die Recherchen zeigten, dass die Liste Doppeltnennungen und schon länger Verstorbene enthielt.
1. Antonio Abreu Fiallo
2. Luís Acosta Tejeda
3. José Estrella J. Armach
4. Andrés Avelino García
5. Máximo Bernard Vásquez
6. Moisés Blanco Genao
7. Norge Botello Fernández
8. Benjamín Bujosa Mieses
9. Pedro Conde Sturla
10. Lourdes Contreras Pérez
11. Jaime Capell Bello
12. Asdrúbal Domínguez G.
13. Félix Servio Ducodray M
14. Rafael Estévez Weber
15. Luís Gómez Pérez
16. Homero Hernández V.
17. Pedro Mir
18. Diomedes Mercedes B
19. Dato Pagan Perdomo
20. Juan Miguel Román Díaz
21. Jesús de la Rosa
22. Rafael Taveras Rosario
23. Hugo Tolentino Dipp
24. Abelardo Vicioso G.
25. Emma Tavarez Justo
26. Fidelio Despradel Roque
27. Delta Bohemia Soto de V
28. Tony Isa Conde
29. Narciso Isa Conde
30. Euclides Gutiérrez Feliz
31. Manuel González
32. González, el gallego

Rubén Salazar von der Los Angeles Times interviewte einen Florentine und wünschte abschließend, die USA hätten etwas getan, damit er für ihre Seite gewonnen hätte werden können.
Tad Szulc war für die The New York Times vor Ort und beschrieb Francisco Alberto Caamaño als Nationalist.

## Angriff auf den Palacio Nacional
Am 19. Mai 1965 versuchte eine Gruppe Constitucionalistas, den Palacio Nacional zu besetzen, wobei sie von US-Scharfschützen erschossen wurden.
Unter den Erschossenen waren Oberst Rafael Fernández Domínguez, der Innenminister der Constituionalistas, Juan Miguel Román, Vorsitzender der politischen Gruppe 14 de Junio, Euclides Morillo, ein Mitglied des 14 de Junio und Guerillero von 1963, Ilio Capocci, der Ausbilder der Froschmänner.

## US-Angriff
Am 15. und 16. Juni 1965 fand die Hauptoffensive der US-Truppen auf das von den Constitucionalistas gehaltene Gebiet statt. Es wurden 67 Männer, Frauen und Kinder getötet sowie 165 Menschen verletzt. Es wurde vermutet, dass weitere Menschen in ihren Häusern durch Mörsergranaten getötet wurden.

## Friedensvertrag
Ellsworth Bunker leitete als Sondervermittler und US-Botschafter bei der Organisation Amerikanischer Staaten die Verhandlungen. Mitte August 1965 schritten die Verhandlungen voran und es zeichnete sich ein mögliches Ergebnis ab. Am 30. August wurde unter der Aufsicht einer Mediationskommission der OEA genannte Acta Institucional unterzeichnet, mit welcher Héctor García Godoy zum Präsidenten ernannt wurde und Präsidentschaftswahlen vereinbart wurden. Ab 31. August 1965 galt ein Waffenstillstandsabkommen. Mit der Unterzeichnung der Acta Institucional wurde der Krieg beendet.
Der überwiegende Teil der US-Truppen verließ anschließend die Dominikanische Republik, die Polizeiaufgaben und "Friedenssicherung"
wurde hauptsächlich von brasilianischen Truppen übernommen.
Am 3. September 1965 trat Héctor García Godoy das Präsidentenamt an und am selben Tag trat der Präsident der Constitutionalistas Francisco Alberto Caamaño Deño bei einem Staatsakt vor 25.000 Dominikanern zurück und wurde Kommandeur der Brigade "Gregorio Luperón".
Als er in dieser Position am 19. Dezember 1965 in Santiago de los Caballeros erneut einen militärischen Aufstand plante, wurde er von Präsident García Godoy im Januar 1966 als Militärattaché an die Botschaft in London versetzt. Diesen Posten hatte er bis Mitte 1967 inne.

## Angriff auf das Hotel Matum
Am 19. Dezember 1965 trafen sich Constitutionalistas in Santiago de los Caballeros zur Erinnerung an Coronel Rafael, Fernández Domínguez und die weiteren getötete Constitutionalistas.
Sie wurden von Truppen des nicht mehr bestehenden Gobierno de Reconstrucción Nacional im Hotel Maton fünf Stunden lang angegriffen. Zahlreiche Personen verloren ihr Leben, darunter Oberst Juan Maria Lora Fernández.
Schließlich intervenierte die Fuerza Interamericana de Paz.
Am 9. Februar 1966 schossen Polizisten in eine Studentendemonstration vor dem Palacio Nacional, welche einen Haushalt für die Universität und den Abzug der US-Truppen forderten.
Dabei verloren Antonio Santos Méndez, Luís Jiménez Mella, Miguel Tolentino und Amelia Ricart Calventi ihr Leben und mehr als 40 Menschen wurden verletzt.

## Präsidentschaftswahl
Am 1. Juni 1966 waren Präsidentschaftswahlen mit den Kandidaten Joaquín Balaguer und Juan Bosch. Der Kandidat der Partido Reformista, Joaquín Balaguer, wurde Präsident. Caamaño erklärte aus London, dass in einem besetzten Land nicht frei gewählt werden könne. José Francisco Peña Gómez bestätigte, dass es Wahlbetrug gegeben habe. Die Bevölkerung rief in den Straßen, dass es Wahlbetrug gegeben habe.
Mit dem Abzug der letzten Truppen der Fuerza Interamericana de Paz endete am 21. September 1966 die Besatzung. Am 1. Juli 1966 hatte Joaquín Balaguer die Präsidentschaft für weitere 12 Jahre übernommen; er war am 28. Juni 1965 mit einem Visum für 72 Stunden eingereist, um seine Mutter auf dem Totenbett zu besuchen.

## Opfer
Während der Besatzung kamen etwa 2.000 Bürger der Dominikanischen Republik ums Leben.
20 Mitglieder der Fuerza Interamericana de Paz wurden getötet, darunter 13 GIs, welche häufig von Schützen der PRD erschossen wurden. Mehr als 200 GIs wurden verletzt.

## Anderssprachige Wikipedias
1. ↑  San Isidro Air Base (engl.)
2. ↑  Ramfis Trujillo (engl.)
3. ↑  Partido Reformista Social Cristiano (span.)
4. ↑  José Francisco Peña Gómez (span.)
5. ↑  Dominican Air Force (engl.)
6. ↑  Chicago Daily News (engl.)
7. ↑  Pedro Bartolomé Benoit (schwed.)
8. ↑  United States Seventh Fleet (engl.)
9. ↑  Bruce Palmer, Jr. (engl.)
10. ↑  Assistant Secretary of State for Western Hemisphere Affairs (engl.)
11. ↑  John Bartlow Martin (engl.)
12. ↑  Nikolai Fedorenko (engl.)
13. ↑  Roger Seydoux (frz.)
14. ↑  Rubén Salazar (engl.)